# Love (musikalbum av Angels & Airwaves)
Love är alternativ rockgruppen Angels & Airwaves tredje studioalbum som släpptes via deras hemsida på Modlife den 12 februari 2010 och på Itunes den 14 februari.

## Låtlista
1. "Et Ducit Mundum Per Luce"
2. "The Flight of Apollo"
3. "Young London"
4. "Shove"
5. "Epic Holiday"
6. "Hallucinations"
7. "The Moon-Atomic (...Fragments and Fictions)"
8. "Clever Love"
9. "Soul Survivor (...2012)"
10. "Letters to God, Part II"
11. "Some Origins of Fire"